# Arachnia
Arachnia ist ein US-amerikanischer Horrorfilm aus dem Jahr 2003.

## Handlung
Pilot Sean Pachowski fliegt ein gechartertes Kleinflugzeug zu einer Ausgrabungsstätte. An Bord befinden sich der Paläontologie-Professor Mugford, seine Assistentin Chandra sowie die Studenten Trina, Kelly und Deke. Als das Flugzeug in einen Meteoritenschauer gerät und ein größerer direkt vor der Maschine auf die Erde schlägt, verliert Sean die Kontrolle und stürzt in unbewohntem Gebiet ab. Alle Insassen überleben relativ unverletzt und machen sich auf die Suche nach einem Unterschlupf für die Nacht. Sie finden einen vermeintlich verlassenen Bauernhof, in welchem sie sich einquartieren. Kurz darauf kommt Farmer Moses Cobb, der Eigentümer des Hauses, dazu und will die vermeintlichen Einbrecher stellen. Nachdem ihm die Situation erklärt wurde, führt er die Gruppe um Professor Mugford in die Scheune, um ihnen ein totes Exemplar einer Riesenspinne zu zeigen, welches Moses’ Großvater angeblich lebend auf Jahrmärkten vorführte. Das Tier wird von Mugford als Fälschung abgetan.
In der Nacht sehen Trina und Kelly vor ihrem Fenster eine riesige Spinne auftauchen, auch Moses sieht etwas, was er als solche identifiziert. Am nächsten Morgen machen sich Sean und Moses auf, um den Einschlagskrater des Meteoriten, der das Flugzeug abstürzen ließ, zu untersuchen. Dort angekommen erkennen sie, dass durch den Einschlag ein unterirdisches Höhlensystem freigelegt wurde. Als sie die Höhle untersuchen wollen, werden sie von einer riesigen Spinne angegriffen, die Moses ins Innere der Höhle zieht. Sean rettet sich ins Haus zurück, wo die Gruppe versucht, sich zu verbarrikadieren. Deke wird von den Monstern angegriffen und getötet, als er den Professor aus der Scheune holen will. Die anderen verschanzen sich, mit Gewehren, Dynamit und Molotowcocktails bewaffnet, im Haus. In der Nacht werden sie von einer großen Anzahl der riesigen Spinnen attackiert. Die meisten Angreifer können getötet oder verjagt werden. Einer Spinne gelingt es allerdings, unterirdisch ins Haus zu gelangen und Kelly zu entführen. Der Professor vermutet, dass Kelly von den Riesenspinnen als lebendes Wirtstier gebraucht wird.
Die Gruppe macht sich auf, um Kelly zu retten. Chandra ruft vorher ihren Vater, Colonel Weaver, an und gibt vor, vom Professor belästigt worden zu sein. Sie will ihn mit dieser Geschichte dazu bringen, zu ihnen zu kommen, da sie glaubt, er würde die Geschichte mit den Riesenspinnen als Märchen abtun. Als sie die Höhle erreichen, begeben sich Sean, Chandra und Trina hinein, während der Professor zu fliehen versucht. Allerdings wird er bereits nach wenigen Metern von den Monsterspinnen erwischt. Im Inneren der Höhle entdecken die anderen drei unterdessen ein noch größeres Exemplar der Spinnen, welches sie als Königin identifizieren, die kurz vor der Eiablage steht. Gefangen in einem riesigen Spinnennetz entdecken sie Moses und Kelly. Als Sean Kelly losschneidet, zerreißt Moses’ Körper, und unzählige kleine Spinnen kommen heraus. Sean, Chandra und Trina fliehen mit Kelly nach draußen, wo bereits Chandras Vater mit einer Armeeeinheit angekommen ist. Die Soldaten stürmen die Höhle und vernichten die Ungeheuer samt ihrer Königin.
Als die Armee wieder abzieht und vermeintlich alle Spinnen vernichtet sind, kommen unweit der zerstörten Höhle mehrere kleinere Exemplare aus der Erde gekrabbelt.

## Rezeption
„Inspiriert von den Horror B-Movies der 50er und 60er Jahre kommen hier Attrappen und Stop Motion anstatt Computeranimationen zum Einsatz. Diese sind jedoch genau wie die anderen Effekte auf unterstem Niveau, so dass sie sehr amüsant anzusehen sind. Auch die Schauspieler wirken redlich bemüht. Die Charaktere sind sehr unterschiedlich zusammengewürfelt. Die beiden tussigen Mädels sind so unglaublich dämlich, dass sie im Bett ne Granate sein müssen, so denn das Sprichwort stimmt. Entsprechend fallen etliche dumme Sprüche, die für kurzweilige Unterhaltung sorgen. Natürlich darf in einem solchen Werk Erotik und eine Prise Humor nicht fehlen, so dass Trashfans voll auf ihre Kosten kommen.“

„Zunächst lahmer, später recht kurzweiliger Trash, der seine miesen Mimen allerdings hirnerweichend dumme Dinge sagen und tun lässt. Fazit Pfui, Spinne: haarsträubender Murks.“